# Odivelas
Odivelas es una ciudad portuguesa del distrito de Lisboa, región de Lisboa y subregión de Grande Lisboa, con cerca de 53 400 habitantes.
Es sede de un municipio muy pequeño con 26,14 km² de área y 148 058 habitantes (2021), subdividido en cuatro freguesias. El municipio limita al nordeste con el municipio de Loures, al sureste con Lisboa y al oeste con Amadora y Sintra. Fue creado en 1998 por desmembramiento del de Loures.

## Demografía
| Gráfica de evolución demográfica de Odivelas entre 1991 y 2021 |
|                                                                |
| Datos según el nomenclátor publicado por el INE portugués.     |

## Freguesias
Las freguesias de Odivelas son las siguientes:
- Odivelas
- Pontinha e Famões
- Póvoa de Santo Adrião e Olival Basto
- Ramada e Caneças